# シェヘラザード

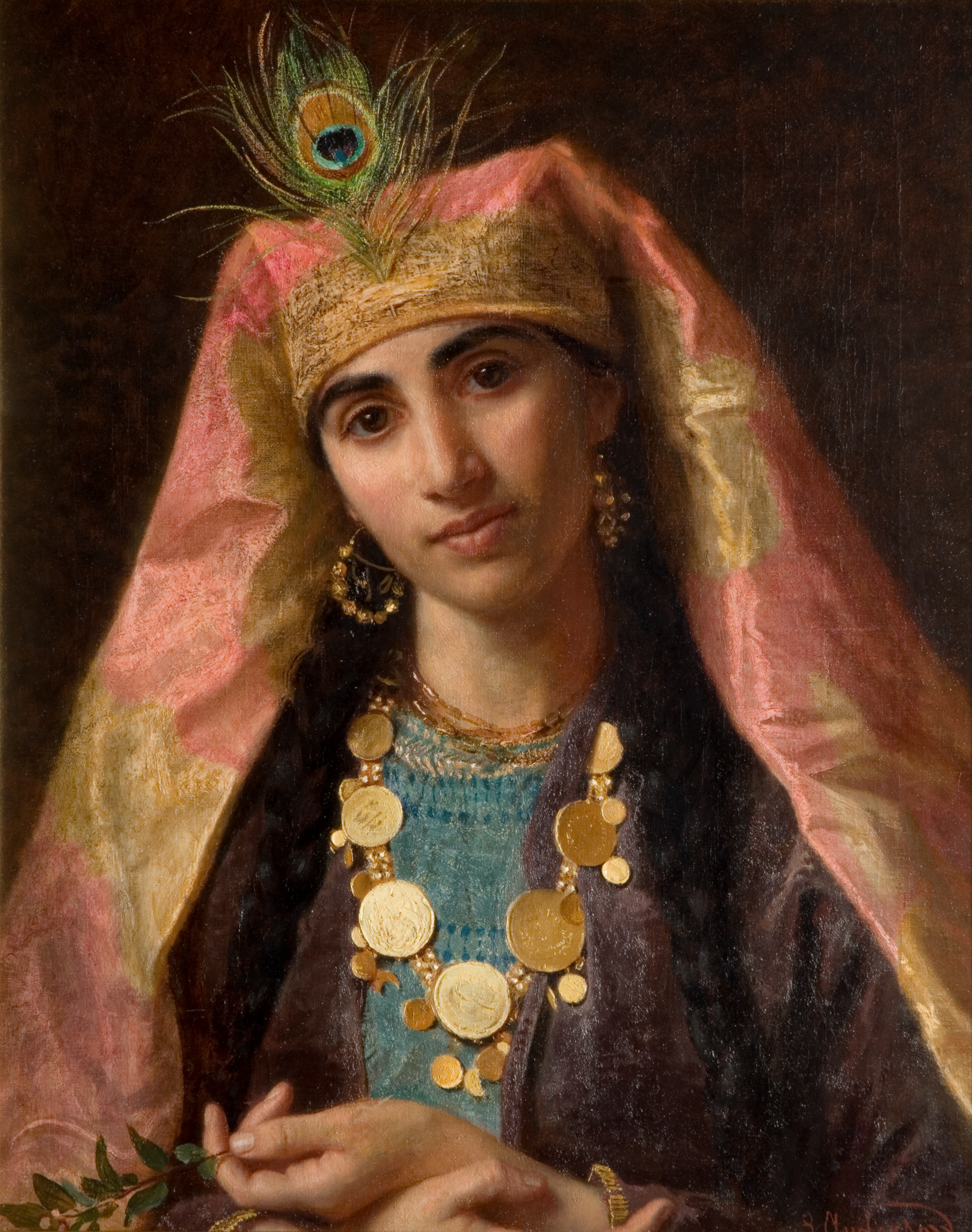
19世紀に描かれたシェヘラザード（ソフィー・アンダーソン画）

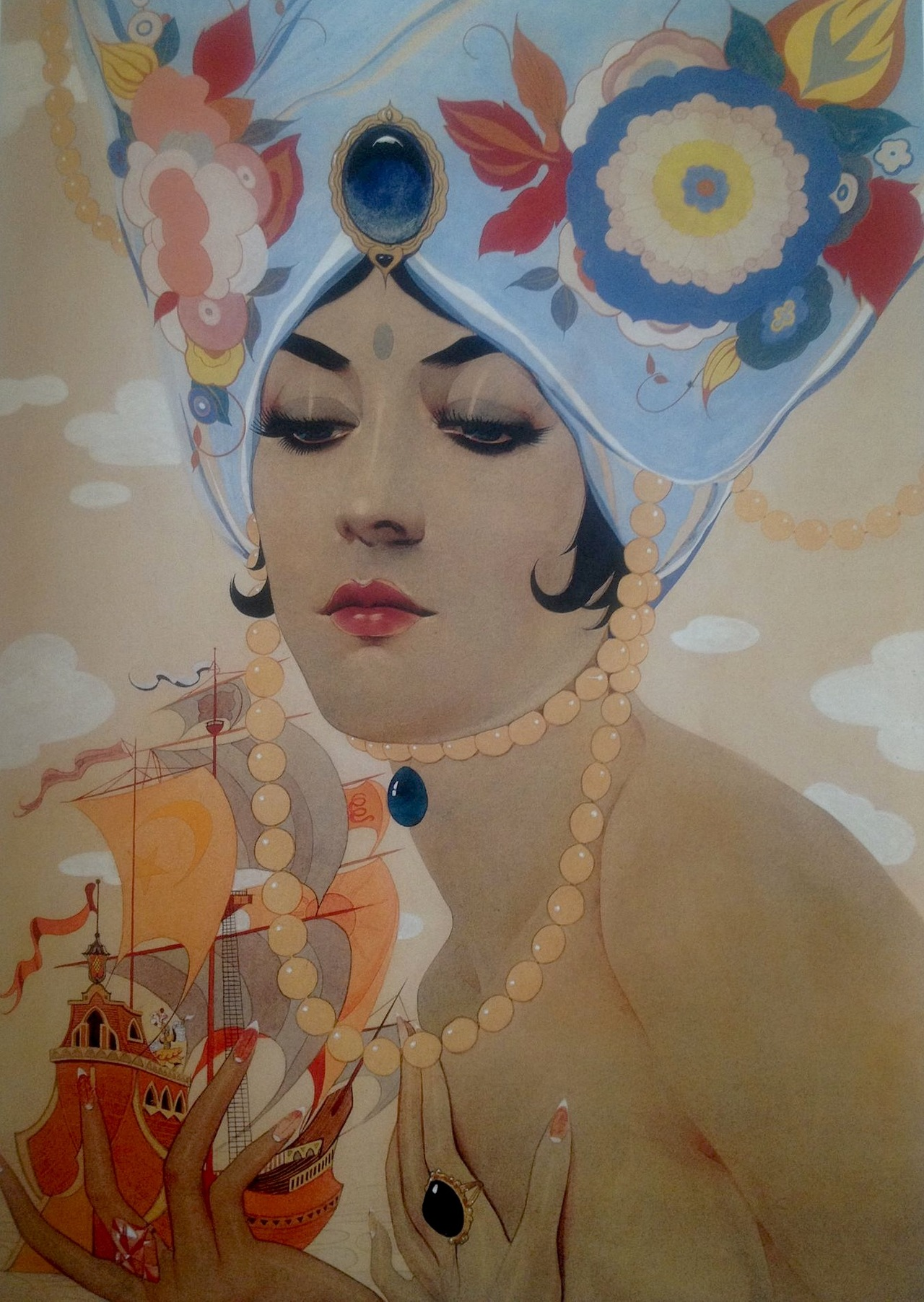
シェヘラザード（アルベルト・バルガス画・1921年）

シェヘラザード（またはシャハラザード、ペルシア語: شهرزاد, Šahrzād）は、『千夜一夜物語』の登場人物で語り手。サーサーン朝（サーサーン朝ペルシャ）のシャフリヤール王（Shahryār）の王妃であり、毎夜、命がけで王に物語を語る。
なお、サーサーン朝は実在した国家、2人はこの物語上の架空人物。

## 逸話
『千夜一夜物語』は、枠物語の最外枠にあたる物語である。
シャフリアール (en) 王（شهريار, Šahriyār シャフリヤール、「王者」の意味）は彼の一番目の妻の不貞を発見した怒りから、処女と結婚しては翌朝には処刑していた。殺害が続いたとき、大臣の娘のシェヘラザードは王の愚行をやめさせるために、王との結婚を志願した。
シェヘラザードは自ら王と一晩を共にした。シェヘラザードは王の閨に行くと、最愛の妹ドニアザード（ドゥンヤザード）への別れを告げたいと望んだ。二人はドニアザードがシェヘラザードに夜の間中話し続けるようせがむことを約束していた。王は横になってシェヘラザードの最初の話に聞き入っていた。だがシェヘラザードは夜明けが近づくと話をやめてしまった。王は話を最後までするように頼んだが、シェヘラザードは夜明けが来るのでと口をつぐんだ。そして、慎み深く、「明日お話しするお話は今宵のものより、もっと心躍りましょう」と言うのであった。
そして王は新しい話を望んでシェヘラザードを生かし続け、千と一夜の物語を語り終える頃には二人の間には子が産まれていた。王は自分とシェヘラザードの間に子供が出来たことを喜び、シェヘラザードを殺さないことと、彼女を正妻にすることを誓った。 
これらの話はイランの「千の神話」（هزارافسانه, Hazār-Afsāna）と呼ばれる物語を核としている。

## 語源
シェヘラザードは、古い段階ではシーラーザード（شیرازد, Šīrāzād、アリー・アル＝マスウーディー）、シャフラーザード（شهرازاد, Šahrāzād、イブン・アル＝ナディム）と記され、後者は「領地 (شهر, šahr) の麗しき (ازاد, āzād) 女」という意味になる。アッバース朝の第5代カリフ・ハールーン・アッ＝ラシードの母ハイズラーン（الخيزران بنت عطاء, Al-Khayzuran bint Atta、生年不明 - 789年）は、シェヘラザードのモデルであるといわれる。
シェヘラザードは、「見目麗しき」(چهرازاد, Čehrzād/Čehrāzād) とたたえられる上古のカヤーニー王朝（ペルシャ神話に出てくる伝説上の王朝で、アケメネス朝に相当）の王バフマーンの娘ホマーイ妃（英語: Komani/Homai。アヴェスター語: humaiti - アミュティスに相当。）と同じとみなされ、混同され、あるいは部分的に同じ起源を持っている。